# 노 환공
환공(桓公, ? ~ 기원전 694년, 재위 기원전 711년 ~ 기원전 694년)은 중국 춘추 시대 노나라 제15대 군주로, 이름은 윤(允) 혹은 궤(軌)다. 노 혜공의 아들이며, 은공의 아우다.

## 통치 개략
혜공의 정부인 중자에게서 태어나 태자로 세워졌으나, 혜공이 죽었을 때 나이가 어려 배다른 형 식고(노 은공)가 즉위하여 섭정했다.
노 은공이 피살된 후, 기원전 711년에 즉위했다. 18년간 재위하면서, 현신으로 알려진 공족 장손달을 등용하여 노나라를 다스렸다.

## 사적
노 환공 원년(기원전 711년) 봄, 정나라와 우호를 맺고 정나라 내지에 있는 노나라의 허전(許田)을 노나라 내지에 있는 정나라의 팽전(祊田)과 교환했다.
노 환공 3년(기원전 709년), 제 희공의 딸(문강)과 혼인했다.
노 환공 18년(기원전 694년), 제나라에서 죽임을 당했다. 그 해 봄, 노 환공이 대부 신수의 간언을 듣지 않고 부인 문강과 함께 제나라를 방문했는데, 문강과 오라버니 제 양공이 통간했다. 이를 안 노 환공은 문강에게 노했는데, 문강이 이를 제 양공에게 고했다. 여름 4월 병자일, 제 양공은 노 환공에게 향응을 대접하고, 공자 팽생을 보내 노 환공을 수레에서 죽였다. 노나라에서 제나라에 압력을 가하자, 제나라는 공자 팽생을 죽여 노나라를 달랬다.

## 가계
- 노 혜공 (아버지)
  - 노 은공 (형)
  - 노 환공
    - 노 장공 (아들)
    - 경보
    - 숙아
    - 계우

경보, 숙아, 계우는 각각 맹손씨, 숙손씨, 계손씨의 시조이며, 이 세 집안은 대대로 노나라의 권력을 쥐었다. 이를 노 환공의 자손 세 집안이라 하여 삼환(三桓)이라 한다.
| 선대 이복형 노 은공 식고 | 제15대 노나라 임금(노후) 기원전 709년 - 기원전 694년 | 후대 아들 노 장공 동 |